# Киняусь
 Киняусь  — деревня в Вятскополянском районе Кировской области в составе Ершовского сельского поселения.

## География
Расположена в правобережной части района на расстоянии примерно 6 км по прямой на юг от города Вятские Поляны.

## История
Известна с 1802 года как починок Спасов или Княусь. В 1873 году здесь (починок Кинсус или Спасский) дворов 51 и жителей 374, в 1905 (Спасский или Киняусь) 99 и 615, в 1926 (деревня Киняусь или Спасский) 120 и 632, в 1950 112 и 317, в 1989 63 жителя. Настоящее название утвердилось с 1939 года. 

## Население
Постоянное население составляло 64 человек (русские 86%) в 2002 году, 52 в 2010.